# 진마대로
진마대로(Jinma-daero Road, 晉馬大路, 국도 제2호선의 일부, 지방도 제1007호선의 일부)는 경상남도 진주시 가좌동 개양오거리와 창원시 마산합포구 진전면 임곡 교차로를 잇는 경상남도의 도로이다. 본래 전 구간이 국도 제2호선에 속했으나 순환로 (진주시 국도대체우회도로)가 개통되면서 진주시 시내 구간은 국도 지정에서 해제되었다.

## 연혁
- 2003년 1월 17일 : 진주 ~ 진성간 도로(진주시 가좌동 ~ 진성면 상촌리) 13.18km 구간 확장 개통, 기존 10.1km 구간 폐지[1]
- 2004년 12월 23일 : 진성 ~ 이반성, 이반성 ~ 임곡간 도로(진주시 사봉면 무촌리 ~ 마산시 진전면 임곡리) 구간 19.34km 확장 개통, 기존 20.7km 구간 폐지[2][3]
- 2009년 7월 2일 : 2개 이상 시·군에 걸쳐 있는 도로로 진마대로를 고시[4]
- 2010년 12월 28일 : 진동우회도로(창원시 마산합포구 진전면 봉곡리 ~ 임곡리 1.09km 구간과 창원시 마산합포구 진전면 오서리 ~ 진동면 인곡리 9.18km 구간) 확장 개통 및 기존 창원시 마산합포구 진전면 오서리 ~ 임곡리 1.6km 구간과 창원시 마산합포구 진전면 근곡리 ~ 진동면 인곡리 6.75km 구간 폐지[5][6]

## 주요 경유지
경상남도
- 진주시 (가호동 - 문산읍 - 진성면 - 일반성면 - 이반성면) - 창원시 마산합포구

## 노선
| 이름                       | 접속 노선                          | 소재지                  | 소재지                       | 비고                                                                             |
| -------------------------- | ---------------------------------- | ----------------------- | ---------------------------- | -------------------------------------------------------------------------------- |
| 개양오거리                 | 진주대로 동부로 가좌길74번길       | 진주시                  | 가호동                       |                                                                                  |
| 방아 교차로                | 가호방아길                         | 진주시                  | 가호동                       |                                                                                  |
| 옥산 교차로                | 국도 제2호선 (정촌우회로)          | 진주시                  | 가호동                       | 국도 제2호선 구간                                                                |
| 신촌육교                   | 문정로                             | 진주시                  | 문산읍                       | 국도 제2호선 구간 창원 방면 진입만 가능                                          |
| 영천강1교 삼곡1교          |                                    | 진주시                  | 문산읍                       | 국도 제2호선 구간                                                                |
| 문산 교차로 (문산육교)     | 지방도 제1009호선 (월아산로)       | 진주시                  | 문산읍                       | 국도 제2호선 구간                                                                |
| 삼곡2교                    |                                    | 진주시                  | 문산읍                       | 국도 제2호선 구간                                                                |
| 상문리                     | 동부로                             | 진주시                  | 문산읍                       | 국도 제2호선 구간 창원 방면 진출 불가 진주 방면 진입 불가                        |
| 문산천2교 문산천3교 상문교 |                                    | 진주시                  | 문산읍                       | 국도 제2호선 구간                                                                |
| 상문 교차로 (상문육교)     | 지방도 제1007호선 (문산로)         | 진주시                  | 문산읍                       | 국도 제2호선 구간 지방도 제1007호선 구간                                         |
| 상촌교 택동교              |                                    | 진주시                  | 진성면                       | 국도 제2호선 구간 지방도 제1007호선 구간                                         |
| 진성 교차로                | 지방도 제1007호선 (동부로)         | 진주시                  | 진성면                       | 국도 제2호선 구간 지방도 제1007호선 구간 창원 방면 진입 불가 진주 방면 진출 불가 |
| 진성고가교                 |                                    | 진주시                  | 진성면                       | 국도 제2호선 구간                                                                |
| 상촌1교                    |                                    | 진주시                  | 진성면                       | 국도 제2호선 구간 창원 방면 전용                                                 |
| 진성터널                   |                                    | 진주시                  | 진성면                       | 국도 제2호선 구간 창원 방면 연장 570m 진주 방면 연장 510m                        |
| 천곡1교 천곡2교            |                                    | 진주시                  | 진성면                       | 국도 제2호선 구간                                                                |
| 천곡3교 천곡4교            |                                    | 진주시                  | 진성면                       | 국도 제2호선 구간                                                                |
| 무촌 교차로                | 동부로                             | 진주시                  | 진성면                       | 국도 제2호선 구간                                                                |
| 무촌교                     |                                    | 진주시                  | 진성면                       | 국도 제2호선 구간                                                                |
| 반성 교차로                | 동부로                             | 진주시                  | 진성면                       | 국도 제2호선 구간                                                                |
| 반성철도육교               |                                    | 진주시                  | 일반성면                     | 국도 제2호선 구간                                                                |
| 반성2교                    |                                    | 진주시                  | 일반성면                     | 국도 제2호선 구간                                                                |
| 이반성면                   |                                    | 진주시                  |                              | 국도 제2호선 구간                                                                |
| 수목원 교차로              | 동부로 수목원로 대천길             | 진주시                  |                              | 국도 제2호선 구간                                                                |
| 이반성 교차로 (이반성육교) | 국가지원지방도 제30호선 (오봉산로) | 진주시                  |                              | 국도 제2호선 구간                                                                |
| 이반성농공단지             | 진마대로2498번길                   | 진주시                  |                              | 국도 제2호선 구간                                                                |
| 길성 교차로                | 길성길 진마대로2520번길            | 진주시                  |                              | 국도 제2호선 구간                                                                |
| 길성교                     |                                    | 진주시                  |                              | 국도 제2호선 구간                                                                |
| 발산재                     |                                    | 진주시                  |                              | 국도 제2호선 구간                                                                |
| 창원시                     | 마산합포구 진전면                  |                         |                              | 국도 제2호선 구간                                                                |
| 창원시                     | 마산합포구 진전면                  | 봉암 교차로             | 지방도 제1029호선 (팔의사로) | 국도 제2호선 구간                                                                |
| 창원시                     | 마산합포구 진전면                  | 일암1교 일암2교         |                              | 국도 제2호선 구간                                                                |
| 창원시                     | 마산합포구 진전면                  | 동산 교차로 (세월1교)   | 팔의사로                     | 국도 제2호선 구간                                                                |
| 창원시                     | 마산합포구 진전면                  | 세월2교 봉곡1교 봉곡2교 |                              | 국도 제2호선 구간                                                                |
| 창원시                     | 마산합포구 진전면                  | 임곡 교차로 (곡안육교)  | 삼진의거대로                 | 국도 제2호선 구간 창원 방면 진입 불가 진주 방면 진출 불가                        |
| 창원시                     | 마산합포구 진전면                  | 대산교                  |                              | 국도 제2호선 구간                                                                |
| 창원시                     | 마산합포구 진전면                  | 대산 교차로             |                              | 국도 제2호선 구간 창원 방면 진출만 가능                                          |
| 창원시                     | 마산합포구 진전면                  | 임곡 교차로             | 국도 제14호선 (남해안대로)   | 국도 제2호선 구간                                                                |
| 남해안대로와 직결          |                                    |                         |                              |                                                                                  |